# The W (mixtape)
The W è il ventiquattresimo mixtape del rapper statunitense Chief Keef, pubblicato il 10 settembre 2017 dalle etichette discografiche Glo Gang e RBC Records.

## Tracce
1. Call'n – 3:03
2. Germs – 2:46
3. Hot – 2:50
4. How You Like Me Now – 3:12
5. Milk Me – 2:55
6. Never Had A Job – 3:19
7. No I.D. – 2:56
8. To Fast – 2:55
9. Musty – 4:51
10. Hardly – 3:03